# Остахнович Борис Петрович
Борис Петрович Остахнович (19 березня 1927, Новочеркаськ, Ростовська область, РРФСР — 11 вересня 2015, Київ, Україна) — український організатор кіновиробництва. Заслужений працівник культури УРСР (1969). Нагороджений орденом Жовтневої революції, медалями.

## Біографія
Народився 19 березня 1927 року у місту Новочеркаську Ростовської області в родині службовця. У 1951 році закінчив Київський інститут кіноінженерів.
Працював начальником звукоцеху і заступником директора Бакинської студії художніх фільмів (1951—1957), начальником виробництва та заступником директора Київської кіностудії імені Олександра Довженка (1957—1965), директором Київської кіностудії науково-популярних фільмів (1965—1988), потім в Державному Комітеті по кінематографії при Раді Міністрів України.
Викладав на кінофакультеті Київського державного інституту театрального мистецтва імені Івана Карпенка-Карого предмет «Організація кіновиробництва».
Був членом Національної Спілки кінематографістів України. Помер 11 вересня 2015 року у Києві.